# Piet Haan
Piet Haan (Mechelen, 19 november 1930 – Heerlen, 22 juli 2017) was een Nederlands wielrenner. Hij was prof van 1953 tot en met 1959. 
Zijn belangrijkste overwinning is de Ronde van Nederland van 1955. In dezelfde Ronde won hij de vierde etappe. In zijn amateurtijd won hij de klassieker Gent-Wevelgem voor onafhankelijken. Toen werd hij bestempeld als een groot talent.

## Overwinningen

### 1953
- Gent-Wevelgem  (voor onafhankelijken)
- Bierbeek

### 1955
- 4e etappe deel a Ronde van Nederland
- Eindklassement Ronde van Nederland

## Resultaten in voornaamste wedstrijden
| Jaar | Ronde van Italië | Ronde van Frankrijk | Ronde van Spanje |
| ---- | ---------------- | ------------------- | ---------------- |
| 1955 |                  | opgave              |                  |
| 1957 |                  |                     |                  |

| Jaar | Gent-Wevelgem | Parijs-Roubaix |
| ---- | ------------- | -------------- |
| 1955 |               |                |
| 1957 | 43e           | 71e            |